# Danh sách cầu thủ tham dự Giải vô địch bóng đá nữ U-17 thế giới 2014
Dưới đây là danh sách các cầu thủ tham dự Giải vô địch bóng đá nữ U-17 thế giới 2014 tại Costa Rica. Mỗi đội tuyển tham dự được phép đăng kỳ 21 cầu thủ.

## Bảng A

### Costa Rica
Huấn luyện viên: Juan Diego Quesada

| Số | VT | Cầu thủ             | Ngày sinh (tuổi)            | Trận | Bàn | Câu lạc bộ              |
| -- | -- | ------------------- | --------------------------- | ---- | --- | ----------------------- |
| 1  | TM | María Pardo         | 7 tháng 11, 1997 (16 tuổi)  |      |     | Deportivo Saprissa      |
| 2  | HV | Ana Chaves          | 30 tháng 1, 1997 (17 tuổi)  |      |     | UD Moravia              |
| 3  | TĐ | Ariel Barquero      | 9 tháng 6, 1998 (15 tuổi)   |      |     | UCEM Alajuela           |
| 4  | HV | María Coto          | 2 tháng 3, 1998 (16 tuổi)   |      |     | UCEM Alajuela           |
| 5  | TV | Mariela Campos      | 7 tháng 10, 1998 (15 tuổi)  |      |     | Municipal Liberia       |
| 6  | HV | María Elizondo      | 30 tháng 11, 1998 (15 tuổi) |      |     | Municipal Turrialba     |
| 7  | TĐ | Naomi Molina        | 23 tháng 11, 1997 (16 tuổi) |      |     | AD Corredores           |
| 8  | TV | Priscila Bermúdez   | 16 tháng 3, 1997 (16 tuổi)  |      |     | UCEM Alajuela           |
| 9  | TĐ | Sofía Varela        | 28 tháng 3, 1998 (15 tuổi)  |      |     | Fortuna de Desamparados |
| 10 | TV | Gloriana Villalobos | 20 tháng 8, 1999 (14 tuổi)  |      |     | Deportivo Saprissa      |
| 11 | TĐ | Kenlly Villalobos   | 22 tháng 2, 1998 (16 tuổi)  |      |     | AD San Carlos           |
| 12 | TV | Indira González     | 9 tháng 1, 1998 (16 tuổi)   |      |     | UCEM Alajuela           |
| 13 | TM | Yuliana Salas       | 7 tháng 4, 1997 (16 tuổi)   |      |     | UD Moravia              |
| 14 | HV | Fabiola Villalobos  | 13 tháng 3, 1998 (16 tuổi)  |      |     | Arenal Coronado         |
| 15 | TV | Yaniela Arias       | 25 tháng 4, 1998 (15 tuổi)  |      |     | AD San Carlos           |
| 16 | HV | María Araya         | 8 tháng 4, 1998 (15 tuổi)   |      |     | AD San Carlos           |
| 17 | HV | Natalia Harley      | 13 tháng 7, 1997 (16 tuổi)  |      |     | AD Dimas Escazú         |
| 18 | TM | Abigail Vega        | 8 tháng 7, 1997 (16 tuổi)   |      |     | Regional de Sarapiquí   |
| 19 | HV | Mariana Mora        | 6 tháng 11, 1997 (16 tuổi)  |      |     | Jaco Rays FC            |
| 20 | TV | Deily Wilson        | 25 tháng 4, 1998 (15 tuổi)  |      |     | Regional de Sarapiquí   |
| 21 | TV | Emilie Valenciano   | 15 tháng 2, 1997 (17 tuổi)  |      |     | AD San Ramon            |

### Venezuela
Huấn luyện viên:  Kenneth Zseremeta

| Số | VT | Cầu thủ            | Ngày sinh (tuổi)            | Trận | Bàn | Câu lạc bộ                          |
| -- | -- | ------------------ | --------------------------- | ---- | --- | ----------------------------------- |
| 1  | TM | Alexa Castro       | 20 tháng 5, 2000 (13 tuổi)  |      |     | Escuela de Futbol Jose Antonio Paez |
| 2  | HV | Veronica Herrera   | 14 tháng 1, 2000 (14 tuổi)  |      |     | Hermandad Gallega Caracas           |
| 3  | HV | Sandra Luzardo     | 18 tháng 7, 1999 (14 tuổi)  |      |     | Merida Country Club                 |
| 4  | HV | Barbara Serrano    | 6 tháng 1, 1997 (17 tuổi)   |      |     | Universidad Central de Venezuela FC |
| 5  | TV | Daniuska Rodríguez | 4 tháng 1, 1999 (15 tuổi)   |      |     | Seca Sport Valencia                 |
| 6  | HV | Michelle Romero    | 12 tháng 6, 1997 (16 tuổi)  |      |     | Asozulia FC                         |
| 7  | TV | Yosneidy Zambrano  | 16 tháng 5, 1997 (16 tuổi)  |      |     | Fufem Aragua                        |
| 8  | TV | Yorgelis Pineda    | 30 tháng 1, 1997 (17 tuổi)  |      |     | FC Independente La Fria             |
| 9  | TĐ | Deyna Castellanos  | 18 tháng 4, 1999 (14 tuổi)  |      |     | Escuela Juan Arango                 |
| 10 | TV | Lourdes Moreno     | 25 tháng 1, 1997 (17 tuổi)  |      |     | Portuguesa FC                       |
| 11 | TĐ | Gabriela Garcia    | 2 tháng 4, 1997 (16 tuổi)   |      |     | Caracas FC                          |
| 12 | TM | Franyely Rodriguez | 21 tháng 9, 1997 (16 tuổi)  |      |     | Valencia FC                         |
| 13 | TM | Nayluisa Caceres   | 18 tháng 11, 1999 (14 tuổi) |      |     | Atletico Socopo                     |
| 14 | TĐ | Tahicelis Marcano  | 12 tháng 4, 1997 (16 tuổi)  |      |     | Mickey Sport                        |
| 15 | TV | Yulianny Goyo      | 20 tháng 4, 1997 (16 tuổi)  |      |     | Polideportivo Maximo Viloria        |
| 16 | HV | Fatima Lobo        | 22 tháng 11, 1999 (14 tuổi) |      |     | Atletico Los Andes                  |
| 17 | HV | Maria Garcia       | 14 tháng 10, 1999 (14 tuổi) |      |     | Caracas FC                          |
| 18 | TV | Hilaris Villasana  | 9 tháng 7, 1998 (15 tuổi)   |      |     | Mickey Sport                        |
| 19 | TĐ | Yuleisi Rivero     | 15 tháng 1, 1999 (15 tuổi)  |      |     | Los Cachimbos FC                    |
| 20 | HV | Nikol Gonzalez     | 29 tháng 3, 1999 (14 tuổi)  |      |     | AFF San Diego                       |
| 21 | TV | Tonny Pereira      | 21 tháng 7, 1997 (16 tuổi)  |      |     | Universidad Central de Venezuela FC |

### Ý
Huấn luyện viên: Enrico Sbardella

| Số | VT | Cầu thủ               | Ngày sinh (tuổi)            | Trận | Bàn | Câu lạc bộ             |
| -- | -- | --------------------- | --------------------------- | ---- | --- | ---------------------- |
| 1  | TM | Francesca Durante     | 2 tháng 12, 1997 (16 tuổi)  |      |     | CF Scalese             |
| 2  | HV | Marta Vergani         | 20 tháng 5, 1997 (16 tuổi)  |      |     | Real Meda CF           |
| 3  | HV | Lisa Boattin          | 3 tháng 5, 1997 (16 tuổi)   |      |     | ACFD Pordenone         |
| 4  | TV | Federica Cavicchia    | 8 tháng 11, 1998 (15 tuổi)  |      |     | SC Kriens              |
| 5  | HV | Alice Tortelli        | 22 tháng 1, 1998 (16 tuổi)  |      |     | ACF Firenze            |
| 6  | HV | Sara Mella            | 14 tháng 4, 1998 (15 tuổi)  |      |     | ACFD Pordenone         |
| 7  | TĐ | Valentina Bergamaschi | 22 tháng 1, 1997 (17 tuổi)  |      |     | CF Alto Verbano        |
| 8  | TV | Flaminia Simonetti    | 17 tháng 2, 1997 (17 tuổi)  |      |     | ASD Res Roma           |
| 9  | TĐ | Nicole Garavelli      | 20 tháng 5, 1997 (16 tuổi)  |      |     | ASD Mozzanica          |
| 10 | TV | Manuela Giugliano     | 18 tháng 8, 1997 (16 tuổi)  |      |     | ACFD Pordenone         |
| 11 | TĐ | Gloria Marinelli      | 12 tháng 3, 1998 (16 tuổi)  |      |     | AFD Grifo Perugia      |
| 12 | TM | Ilaria Toniolo        | 9 tháng 5, 1997 (16 tuổi)   |      |     | ASD Valpolicella       |
| 13 | HV | Nicole Peressotti     | 7 tháng 4, 1998 (15 tuổi)   |      |     | UPC Tavagnacco         |
| 14 | TV | Beatrice Abati        | 6 tháng 2, 1997 (17 tuổi)   |      |     | Femminile Inter Milano |
| 15 | TĐ | Annamaria Serturini   | 13 tháng 5, 1998 (15 tuổi)  |      |     | ACF Brescia            |
| 16 | HV | Federica Rizza        | 13 tháng 12, 1997 (16 tuổi) |      |     | Femminile Inter Milano |
| 17 | TV | Marta Mascarello      | 15 tháng 10, 1998 (15 tuổi) |      |     | ASD Femminile Alba     |
| 18 | TĐ | Martina Piemonte      | 7 tháng 11, 1997 (16 tuổi)  |      |     | ASD Riviera di Romagna |
| 19 | TV | Martina Ceccarelli    | 6 tháng 2, 1997 (17 tuổi)   |      |     | AFD Grifo Perugia      |
| 20 | HV | Beatrice Merlo        | 23 tháng 2, 1999 (15 tuổi)  |      |     | Femminile Inter Milano |
| 21 | TM | Carlotta Cartelli     | 18 tháng 9, 1997 (16 tuổi)  |      |     | Femminile Inter Milano |

### Zambia
Huấn luyện viên: Albert Kachinga

| Số | VT | Cầu thủ                | Ngày sinh (tuổi)            | Trận | Bàn | Câu lạc bộ              |
| -- | -- | ---------------------- | --------------------------- | ---- | --- | ----------------------- |
| 1  | TM | Edina Phiri            | 23 tháng 7, 1998 (15 tuổi)  |      |     | Đại học St. Catherine   |
| 2  | TĐ | Osala Kaleo            | 8 tháng 7, 1997 (16 tuổi)   |      |     | Lusaka Foundation       |
| 3  | HV | Chimwemwe Mwale        | 18 tháng 5, 1997 (16 tuổi)  |      |     | National Assembly F.C.  |
| 4  | HV | Given Mukanda          | 6 tháng 6, 1998 (15 tuổi)   |      |     | Chiparamba Breakthrough |
| 5  | TĐ | Barbra Banda           | 20 tháng 3, 2000 (13 tuổi)  |      |     | Bauleni United          |
| 6  | TĐ | Mary Mulenga           | 11 tháng 4, 1998 (15 tuổi)  |      |     | Bauleni United          |
| 7  | HV | Lungu Bridget          | 7 tháng 1, 1999 (15 tuổi)   |      |     | Chibolya Girls FC       |
| 8  | TĐ | Judith Zulu            | 11 tháng 9, 1997 (16 tuổi)  |      |     | Bauleni United          |
| 9  | TĐ | Memory Phiri           | 12 tháng 5, 1998 (15 tuổi)  |      |     | Green Buffaloes F.C.    |
| 10 | TĐ | Janny Mubanga          | 23 tháng 10, 1998 (15 tuổi) |      |     | Bauleni United          |
| 11 | TV | Grace Mulaisho         | 4 tháng 11, 1998 (15 tuổi)  |      |     | Chilenje Girls FC       |
| 12 | TV | Hellen Ng'andwe Chanda | 19 tháng 6, 1998 (15 tuổi)  |      |     | OYDC Lusaka             |
| 13 | HV | Martha Tembo           | 8 tháng 3, 1998 (16 tuổi)   |      |     | Chibolya Girls FC       |
| 14 | TĐ | Ireen Lungu            | 6 tháng 10, 1997 (16 tuổi)  |      |     | Green Buffaloes F.C.    |
| 15 | TĐ | Grace Chanda           | 11 tháng 6, 1997 (16 tuổi)  |      |     | Ndola United FC         |
| 16 | TM | Hazel Nali             | 4 tháng 4, 1998 (15 tuổi)   |      |     | Nchanga Queens FC       |
| 17 | HV | Mary Wilombe           | 22 tháng 9, 1997 (16 tuổi)  |      |     | Lusaka Foundation       |
| 18 | TV | Margaret Belemu        | 24 tháng 2, 1997 (17 tuổi)  |      |     | Red Arrows F.C.         |
| 19 | HV | Natasha Witika         | 6 tháng 6, 1997 (16 tuổi)   |      |     | Chiparamba Breakthrough |
| 20 | TĐ | Penelope Mulubwa       | 24 tháng 3, 1998 (15 tuổi)  |      |     | Luanshya United FC      |
| 21 | TM | Ngambo Musole          | 23 tháng 6, 1998 (15 tuổi)  |      |     | Chiparamba Breakthrough |

## Bảng B

### Ghana
Huấn luyện viên: Evans Adotey

| Số | VT | Cầu thủ             | Ngày sinh (tuổi)            | Trận | Bàn | Câu lạc bộ                 |
| -- | -- | ------------------- | --------------------------- | ---- | --- | -------------------------- |
| 1  | TM | Azume Adams         | 28 tháng 12, 1997 (16 tuổi) |      |     | Hasaacas Ladies FC         |
| 2  | HV | Naomi Anima         | 18 tháng 5, 1998 (15 tuổi)  |      |     | Ash Town Ladies            |
| 3  | TĐ | Jane Ayieyam        | 19 tháng 10, 1997 (16 tuổi) |      |     | Ash Town Ladies            |
| 4  | TV | Samira Abdul Rahman | 28 tháng 11, 1997 (16 tuổi) |      |     | Lepo Stars Ladies FC       |
| 5  | HV | Florence Annor      | 2 tháng 12, 2000 (13 tuổi)  |      |     | Fabulous Ladies FC         |
| 6  | HV | Amina Fuseini       | 12 tháng 12, 1997 (16 tuổi) |      |     | Lepo Stars Ladies FC       |
| 7  | TV | Ernestina Abambila  | 30 tháng 12, 1998 (15 tuổi) |      |     | Hasaacas Ladies FC         |
| 8  | TV | Kubrah Abubakari    | 17 tháng 7, 1998 (15 tuổi)  |      |     | Hasaacas Ladies FC         |
| 9  | TĐ | Sandra Owusu-Ansah  | 29 tháng 1, 2000 (14 tuổi)  |      |     | Fabulous Ladies FC         |
| 10 | TĐ | Princella Adubea    | 27 tháng 12, 1998 (15 tuổi) |      |     | Ampem Darko Ladies         |
| 11 | HV | Vida Opoku          | 15 tháng 12, 1997 (16 tuổi) |      |     | Olympique Marseille Ladies |
| 12 | HV | Gladys Amfobea      | 1 tháng 7, 1998 (15 tuổi)   |      |     | Liver Rose Ladies          |
| 13 | TV | Stephany Adomako    | 28 tháng 11, 1998 (15 tuổi) |      |     | Ash Town Ladies            |
| 14 | HV | Lily Niber Lawrence | 23 tháng 6, 1997 (16 tuổi)  |      |     | Hasaacas Ladies FC         |
| 15 | HV | Belinda Anane       | 14 tháng 6, 1998 (15 tuổi)  |      |     | Fabulous Ladies FC         |
| 16 | TM | Rita Gyasi          | 10 tháng 8, 1998 (15 tuổi)  |      |     | Madonna Ladies FC          |
| 17 | TĐ | Fuseina Mumuni      | 2 tháng 4, 2001 (12 tuổi)   |      |     | Right to Dream SA          |
| 18 | TV | Vinoria Kuzagbe     | 29 tháng 4, 1997 (16 tuổi)  |      |     | Ideal Ladies               |
| 19 | TĐ | Laadi Issaka        | 11 tháng 7, 1997 (16 tuổi)  |      |     | Sharp Arrows Ladies        |
| 20 | HV | Adu Agyemang        | 10 tháng 1, 1998 (16 tuổi)  |      |     | Ash Town Ladies            |
| 21 | TM | Martha Annan        | 2 tháng 11, 1999 (14 tuổi)  |      |     | Bafana Ladies              |

### Đức
Huấn luyện viên: Anouschka Bernhard

| Số | VT | Cầu thủ              | Ngày sinh (tuổi)            | Trận | Bàn | Câu lạc bộ          |
| -- | -- | -------------------- | --------------------------- | ---- | --- | ------------------- |
| 1  | TM | Vivien Brandt        | 25 tháng 9, 1997 (16 tuổi)  |      |     | FSV Gütersloh 2009  |
| 2  | HV | Michaela Brandenburg | 17 tháng 12, 1997 (16 tuổi) |      |     | VfL Wolfsburg       |
| 3  | HV | Lisa Karl            | 15 tháng 1, 1997 (17 tuổi)  |      |     | SC Freiburg         |
| 4  | HV | Melissa Friedrich    | 6 tháng 5, 1997 (16 tuổi)   |      |     | 1. FFC Frankfurt    |
| 5  | TV | Kim Fellhauer        | 21 tháng 1, 1998 (16 tuổi)  |      |     | 1. FC Saarbrücken   |
| 6  | TV | Saskia Matheis       | 6 tháng 6, 1997 (16 tuổi)   |      |     | 1. FFC Frankfurt    |
| 7  | TV | Nina Ehegötz         | 22 tháng 2, 1997 (17 tuổi)  |      |     | FSV Gütersloh 2009  |
| 8  | TV | Saskia Meier         | 19 tháng 3, 1997 (16 tuổi)  |      |     | SC Freiburg         |
| 9  | TĐ | Laura Widak          | 5 tháng 1, 1997 (17 tuổi)   |      |     | Bayer 04 Leverkusen |
| 10 | TĐ | Jasmin Sehan         | 16 tháng 6, 1997 (16 tuổi)  |      |     | VfL Wolfsburg       |
| 11 | TV | Ricarda Walkling     | 19 tháng 3, 1997 (16 tuổi)  |      |     | FC Bayern München   |
| 12 | TM | Miriam Hanemann      | 24 tháng 3, 1997 (16 tuổi)  |      |     | 1. FFC Frankfurt    |
| 13 | HV | Isabella Hartig      | 12 tháng 8, 1997 (16 tuổi)  |      |     | FC Bayern München   |
| 14 | HV | Leonie Stenzel       | 23 tháng 7, 1997 (16 tuổi)  |      |     | VfL Wolfsburg       |
| 15 | TV | Franziska Harsch     | 6 tháng 7, 1997 (16 tuổi)   |      |     | TSG 1899 Hoffenheim |
| 16 | HV | Michaela Specht      | 15 tháng 2, 1997 (17 tuổi)  |      |     | FC Bayern München   |
| 17 | HV | Andrea Viehl         | 12 tháng 2, 1998 (16 tuổi)  |      |     | FC Bayern München   |
| 18 | TV | Laura Freigang       | 1 tháng 2, 1998 (16 tuổi)   |      |     | Holstein Kiel       |
| 19 | TV | Lea Schüller         | 12 tháng 11, 1997 (16 tuổi) |      |     | SGS Essen           |
| 20 | TĐ | Stefanie Sanders     | 12 tháng 6, 1996 (17 tuổi)  |      |     | SV Werder Bremen    |
| 21 | TM | Lena Pauels          | 2 tháng 2, 1998 (16 tuổi)   |      |     | SGS Essen           |

### CHDCND Triều Tiên
Huấn luyện viên: Sin Ui-Gun

| Số | VT | Cầu thủ        | Ngày sinh (tuổi)            | Trận | Bàn | Câu lạc bộ   |
| -- | -- | -------------- | --------------------------- | ---- | --- | ------------ |
| 1  | TM | Kim Myong-Sun  | 6 tháng 3, 1997 (17 tuổi)   |      |     | Sobaeksu     |
| 2  | TV | Choe Un-Hwa    | 9 tháng 4, 1997 (16 tuổi)   |      |     | Ponghwasan   |
| 3  | HV | Ri Hui-Jong    | 20 tháng 2, 1998 (16 tuổi)  |      |     | Sobaeksu     |
| 4  | TĐ | Ha Kyong       | 21 tháng 5, 1998 (15 tuổi)  |      |     | Wolmido      |
| 5  | HV | Ri Chun-Gum    | 18 tháng 2, 1997 (17 tuổi)  |      |     | Mangyongbong |
| 6  | TV | Ri Kum-Hyang   | 25 tháng 10, 1997 (16 tuổi) |      |     | Amrokgang    |
| 7  | TV | An Song-Ok     | 16 tháng 3, 1998 (15 tuổi)  |      |     | 25 tháng 4   |
| 8  | TV | Ri Ji-Hyang    | 17 tháng 3, 1998 (15 tuổi)  |      |     | Sobaeksu     |
| 9  | TV | Ju Hyo-sim     | 21 tháng 6, 1998 (15 tuổi)  |      |     | Chobyong     |
| 10 | TĐ | Ri Hae-Yon     | 10 tháng 1, 1999 (15 tuổi)  |      |     | Chobyong     |
| 11 | TĐ | Sung Hyang-Sim | 2 tháng 12, 1999 (14 tuổi)  |      |     | Bình Nhưỡng  |
| 12 | HV | Kim Jong-Sim   | 6 tháng 9, 1997 (16 tuổi)   |      |     | Sobaeksu     |
| 13 | TĐ | O Kuk-Ryon     | 15 tháng 7, 1997 (16 tuổi)  |      |     | Amrokkang    |
| 14 | TV | Yu Jin-A       | 2 tháng 3, 1997 (17 tuổi)   |      |     | Myohyangsan  |
| 15 | HV | Pak Sin-Jong   | 27 tháng 7, 1997 (16 tuổi)  |      |     | Amrokkang    |
| 16 | TĐ | Kim Un-Ha      | 8 tháng 8, 1998 (15 tuổi)   |      |     | Myohyangsan  |
| 17 | TV | Ri Pom-Hyang   | 15 tháng 3, 1998 (16 tuổi)  |      |     | Chobyong     |
| 18 | TM | Kim Yong-Sun   | 2 tháng 3, 1998 (16 tuổi)   |      |     | 25 tháng 4   |
| 19 | TĐ | Wi Jong-Sim    | 13 tháng 10, 1997 (16 tuổi) |      |     | Kalmaegi     |
| 20 | TĐ | Kim Pom-Ui     | 2 tháng 2, 1999 (15 tuổi)   |      |     | Sobaeksu     |
| 21 | TM | Ri Un-Jong     | 6 tháng 11, 1999 (14 tuổi)  |      |     | Chobyong     |

### Canada
Huấn luyện viên: Beverly Priestman

| Số | VT | Cầu thủ                | Ngày sinh (tuổi)            | Trận | Bàn | Câu lạc bộ                      |
| -- | -- | ---------------------- | --------------------------- | ---- | --- | ------------------------------- |
| 1  | TM | Rylee Foster           | 13 tháng 8, 1998 (15 tuổi)  | 7    | 0   | Woodbridge SC                   |
| 2  | HV | Sura Yekka             | 4 tháng 1, 1997 (17 tuổi)   | 4    | 0   | Brams United                    |
| 3  | HV | Rachel Jones           | 18 tháng 2, 1997 (17 tuổi)  | 9    | 0   | Vancouver Whitecaps Girls Elite |
| 4  | TV | Kamira Lemire          | 19 tháng 10, 1998 (15 tuổi) | 5    | 0   | AS Varennes                     |
| 5  | HV | Easther Mayi Kith      | 28 tháng 3, 1997 (16 tuổi)  | 6    | 0   | AS Laser de Joliette            |
| 6  | HV | Bianca St-Georges      | 28 tháng 7, 1997 (16 tuổi)  | 8    | 0   | AS Laser de Joliette            |
| 7  | TĐ | Marie Levasseur        | 18 tháng 5, 1997 (16 tuổi)  | 8    | 9   | CS Haute-Saint-Charles          |
| 8  | TV | Jessie Fleming (c)     | 11 tháng 3, 1998 (16 tuổi)  | 9    | 4   | London NorWest SC               |
| 9  | TĐ | Nadya Gill             | 26 tháng 9, 1998 (15 tuổi)  | 5    | 4   | Vaughan SC                      |
| 10 | TV | Sarah Kinzner          | 28 tháng 8, 1997 (16 tuổi)  | 9    | 2   | Calgary Foothills SC            |
| 11 | TĐ | Marie-Mychèle Métivier | 1 tháng 8, 1997 (16 tuổi)   | 9    | 6   | Armada Chaudière-Est            |
| 12 | HV | Simmrin Dhaliwal       | 10 tháng 2, 1997 (17 tuổi)  | 9    | 0   | Vancouver Whitecaps Girls Elite |
| 13 | TV | Avery Lakeman          | 16 tháng 3, 1998 (15 tuổi)  | 2    | 0   | Edmonton Drillers               |
| 14 | TV | Sarah Stratigakis      | 7 tháng 3, 1999 (15 tuổi)   | 8    | 0   | Woodbridge SC                   |
| 15 | TĐ | Emily Borgmann         | 30 tháng 12, 1997 (16 tuổi) | 9    | 5   | Burlington SC                   |
| 16 | TĐ | Anyssa Ibrahim         | 8 tháng 2, 1999 (15 tuổi)   | 2    | 0   | Soccer Terrebonne               |
| 17 | TĐ | Gabrielle Carle        | 10 tháng 12, 1998 (15 tuổi) | 4    | 0   | Chaudière-Est                   |
| 18 | TM | Devon Kerr             | 3 tháng 7, 1997 (16 tuổi)   | 2    | 0   | Glen Shields SC                 |
| 19 | TV | Nahida Baalbaki        | 15 tháng 8, 1999 (14 tuổi)  | 0    | 0   | Lakeshore SC                    |
| 20 | HV | Mika Richards          | 4 tháng 4, 1997 (16 tuổi)   | 3    | 0   | Brams United                    |
| 21 | TM | Lysianne Proulx        | 17 tháng 4, 1999 (14 tuổi)  | 0    | 0   | CS Roussillon                   |

## Bảng C

### Tây Ban Nha
Huấn luyện viên: Jorge Vilda

| Số | VT | Cầu thủ            | Ngày sinh (tuổi)            | Trận | Bàn | Câu lạc bộ              |
| -- | -- | ------------------ | --------------------------- | ---- | --- | ----------------------- |
| 1  | TM | Elena de Toro      | 31 tháng 1, 1997 (17 tuổi)  |      |     | FF La Solana            |
| 2  | HV | Nuría Garrote      | 10 tháng 6, 1997 (16 tuổi)  |      |     | FC Barcelona            |
| 3  | HV | Beatriz Beltrán    | 10 tháng 12, 1997 (16 tuổi) |      |     | Atlético Madrid         |
| 4  | HV | Silvia Mérida      | 14 tháng 1, 1998 (16 tuổi)  |      |     | Atletico Benamiel CF    |
| 5  | HV | Rocío Gálvez       | 15 tháng 4, 1997 (16 tuổi)  |      |     | Real Betis              |
| 6  | TV | Pilar Garrote      | 10 tháng 6, 1997 (16 tuổi)  |      |     | FC Barcelona            |
| 7  | TĐ | Nahikari García    | 10 tháng 3, 1997 (17 tuổi)  |      |     | Real Sociedad           |
| 8  | TĐ | Mireya García      | 13 tháng 8, 1997 (16 tuổi)  |      |     | Sevilla FC              |
| 9  | TV | Patri Guijarro     | 17 tháng 5, 1998 (15 tuổi)  |      |     | UD Collerense           |
| 10 | TĐ | Andrea Falcón      | 28 tháng 2, 1997 (17 tuổi)  |      |     | FC Barcelona            |
| 11 | TĐ | Carmen Menayo      | 14 tháng 4, 1998 (15 tuổi)  |      |     | Puebla de la Calzada FF |
| 12 | TĐ | Laura Ortega       | 10 tháng 11, 1997 (16 tuổi) |      |     | Atlético Madrid         |
| 13 | TM | Marta Alemany      | 30 tháng 3, 1998 (15 tuổi)  |      |     | UE L'Estartit           |
| 14 | TV | Aitana Bonmati     | 18 tháng 1, 1998 (16 tuổi)  |      |     | FC Barcelona            |
| 15 | HV | Cintia Montagut    | 16 tháng 4, 1998 (15 tuổi)  |      |     | Valencia CF             |
| 16 | HV | Queralt Gómez      | 27 tháng 5, 1997 (16 tuổi)  |      |     | FC Barcelona            |
| 17 | TV | Sandra Hernández   | 25 tháng 5, 1997 (16 tuổi)  |      |     | CE Sant Gabriel         |
| 18 | TĐ | Laura Domínguez    | 12 tháng 8, 1997 (16 tuổi)  |      |     | Madrid CFF              |
| 19 | TV | Maite Oroz         | 25 tháng 3, 1998 (15 tuổi)  |      |     | CA Osasuna              |
| 20 | TV | Angeles Carrión    | 22 tháng 2, 1997 (17 tuổi)  |      |     | CFF Albacete            |
| 21 | TM | Cristina Portomene | 5 tháng 4, 1997 (16 tuổi)   |      |     | CD Trobajo del Camino   |

### New Zealand
Huấn luyện viên:  Jitka Klimková

| Số | VT | Cầu thủ              | Ngày sinh (tuổi)            | Trận | Bàn | Câu lạc bộ           |
| -- | -- | -------------------- | --------------------------- | ---- | --- | -------------------- |
| 1  | TM | Emma Fulbrook        | 25 tháng 11, 1997 (16 tuổi) |      |     | Waterside Karori AFC |
| 2  | HV | Geena Gross          | 22 tháng 9, 1997 (16 tuổi)  |      |     | Suburbs FC           |
| 3  | HV | Hope Gilchrist       | 5 tháng 3, 1998 (16 tuổi)   |      |     | Waterside Karori AFC |
| 4  | HV | Elizabeth Anton      | 12 tháng 12, 1998 (15 tuổi) |      |     | Lynn-Avon United     |
| 5  | HV | Hanna English        | 2 tháng 6, 1997 (16 tuổi)   |      |     | Dunedin Technical    |
| 6  | TV | Isabella Coombes     | 5 tháng 11, 1997 (16 tuổi)  |      |     | Claudelands Rovers   |
| 7  | TV | Bella Kingi          | 14 tháng 1, 1998 (16 tuổi)  |      |     | Lynn-Avon United     |
| 8  | TV | Daisy Cleverley      | 30 tháng 4, 1997 (16 tuổi)  |      |     | Forrest Hill Milford |
| 9  | TĐ | Martine Puketapu     | 16 tháng 9, 1997 (16 tuổi)  |      |     | Three Kings United   |
| 10 | TĐ | Jade Parris          | 26 tháng 9, 1997 (16 tuổi)  |      |     | Metro FC             |
| 11 | TĐ | Emily Oosterhof      | 10 tháng 2, 1997 (17 tuổi)  |      |     | Glenfield Rovers     |
| 12 | HV | Sophie Stewart-Hobbs | 9 tháng 5, 1998 (15 tuổi)   |      |     | Papamoa FC           |
| 13 | TĐ | Paige Satchell       | 10 tháng 4, 1998 (15 tuổi)  |      |     | Rotorua United       |
| 14 | HV | Karin Ingram         | 31 tháng 5, 1997 (16 tuổi)  |      |     | Đại học Massey       |
| 15 | TV | Ashley Arquette      | 26 tháng 12, 1997 (16 tuổi) |      |     | Halswell United      |
| 16 | TĐ | Sarah Morton         | 28 tháng 8, 1998 (15 tuổi)  |      |     | Maycenvale United    |
| 17 | TV | Deven Jackson        | 22 tháng 4, 1998 (15 tuổi)  |      |     | Lynn-Avon United     |
| 18 | TV | Isabella Richards    | 6 tháng 7, 1997 (16 tuổi)   |      |     | Three Kings United   |
| 19 | TĐ | Tayla Christensen    | 31 tháng 8, 1997 (16 tuổi)  |      |     | Claudelands Rovers   |
| 20 | TM | Emily Hanrahan       | 11 tháng 1, 1998 (16 tuổi)  |      |     | Claudelands Rovers   |
| 21 | TM | Abigail Roper        | 31 tháng 1, 1997 (17 tuổi)  |      |     | Fencibles United     |

### Paraguay
Huấn luyện viên: Julio Gómez

| Số | VT | Cầu thủ           | Ngày sinh (tuổi)            | Trận | Bàn | Câu lạc bộ                       |
| -- | -- | ----------------- | --------------------------- | ---- | --- | -------------------------------- |
| 1  | TM | Heidi Salas       | 20 tháng 3, 1999 (14 tuổi)  |      |     | Club Cerro Porteño               |
| 2  | HV | Yennifer Alvarez  | 14 tháng 3, 1997 (17 tuổi)  |      |     | Club Cerro Porteño               |
| 3  | HV | Sheryl Barrios    | 21 tháng 4, 1997 (16 tuổi)  |      |     | Universidad Autónoma de Asunción |
| 4  | HV | Natalia Genes     | 10 tháng 3, 1997 (17 tuổi)  |      |     | CS Limpeño                       |
| 5  | HV | Analia Torres     | 26 tháng 7, 1997 (16 tuổi)  |      |     | Universidad Autónoma de Asunción |
| 6  | TV | Lorena Alonso     | 1 tháng 4, 1998 (15 tuổi)   |      |     | Universidad Autónoma de Asunción |
| 7  | TV | Fanny Godoy       | 21 tháng 1, 1998 (16 tuổi)  |      |     | Universidad Autónoma de Asunción |
| 8  | TV | Jessica Aquino    | 24 tháng 2, 1998 (16 tuổi)  |      |     | Colegio Natividad de Maria       |
| 9  | TĐ | Jessica Martínez  | 14 tháng 6, 1999 (14 tuổi)  |      |     | Club Olimpia                     |
| 10 | TV | Magali Brizuela   | 16 tháng 7, 1997 (16 tuổi)  |      |     | Club Cerro Porteño               |
| 11 | TĐ | Griselda Garay    | 11 tháng 12, 1997 (16 tuổi) |      |     | Universidad Autónoma de Asunción |
| 12 | TM | Diana Salinas     | 13 tháng 3, 1998 (16 tuổi)  |      |     | CS Limpeño                       |
| 13 | HV | Alexandra Perrone | 27 tháng 3, 1997 (16 tuổi)  |      |     | Colegio Cristo Rey               |
| 14 | TĐ | Abdara Yubi       | 14 tháng 8, 1997 (16 tuổi)  |      |     | Colegio del Sol                  |
| 15 | TV | Gabriela Amarilla | 24 tháng 6, 1997 (16 tuổi)  |      |     | Club Cerro Porteño               |
| 16 | TĐ | Amara Safuan      | 24 tháng 7, 1997 (16 tuổi)  |      |     | Colegio del Sol                  |
| 17 | TV | Camila Gonzalez   | 9 tháng 4, 1999 (14 tuổi)   |      |     | Universidad Autónoma de Asunción |
| 18 | TV | Shirley Lopez     | 26 tháng 6, 1997 (16 tuổi)  |      |     | Club Olimpia                     |
| 19 | TV | Evelyn Vera       | 7 tháng 7, 1998 (15 tuổi)   |      |     | Sportivo Luqueño                 |
| 20 | TV | Laurie Cristaldo  | 4 tháng 5, 1997 (16 tuổi)   |      |     | Universidad Autónoma de Asunción |
| 21 | TM | Natasha Martinez  | 17 tháng 7, 2000 (13 tuổi)  |      |     | Club Olimpia                     |

### Nhật Bản
Huấn luyện viên: Takakura Asako

| Số | VT | Cầu thủ          | Ngày sinh (tuổi)            | Trận | Bàn | Câu lạc bộ                |
| -- | -- | ---------------- | --------------------------- | ---- | --- | ------------------------- |
| 1  | TM | Matsumoto Mamiko | 9 tháng 10, 1997 (16 tuổi)  |      |     | Urawa Reds Diamonds       |
| 2  | HV | Matsubara Shiho  | 7 tháng 7, 1997 (16 tuổi)   |      |     | Cerezo Osaka              |
| 3  | HV | Kitagawa Hikaru  | 10 tháng 5, 1997 (16 tuổi)  |      |     | JFA Academy Fukushima     |
| 4  | HV | Hashinuma Maho   | 9 tháng 9, 1997 (16 tuổi)   |      |     | JFA Academy Fukushima     |
| 5  | HV | Ichise Nana      | 4 tháng 8, 1997 (16 tuổi)   |      |     | Tokiwagi Gakuen           |
| 6  | HV | Miyagawa Asato   | 24 tháng 2, 1998 (16 tuổi)  |      |     | NTV Menina                |
| 7  | TĐ | Kobayashi Rikako | 21 tháng 7, 1997 (16 tuổi)  |      |     | Tokiwagi Gakuen           |
| 8  | TV | Hasegawa Yui     | 29 tháng 1, 1997 (17 tuổi)  |      |     | NTV Beleza                |
| 9  | TĐ | Kamogawa Miho    | 27 tháng 8, 1997 (16 tuổi)  |      |     | JEF United Ichihara Chiba |
| 10 | TV | Sugita Hina      | 31 tháng 1, 1997 (17 tuổi)  |      |     | Fujieda Junshin HS        |
| 11 | TV | Nishida Meika    | 16 tháng 11, 1997 (16 tuổi) |      |     | Cerezo Osaka              |
| 12 | TM | Asano Natsumi    | 14 tháng 4, 1997 (16 tuổi)  |      |     | JFA Academy Fukushima     |
| 13 | TĐ | Kono Fuka        | 15 tháng 1, 1998 (16 tuổi)  |      |     | Fujieda Junshin HS        |
| 14 | TĐ | Okuma Rana       | 23 tháng 12, 1998 (15 tuổi) |      |     | JFA Academy Fukushima     |
| 15 | TV | Nagano Fuka      | 9 tháng 3, 1999 (15 tuổi)   |      |     | Urawa Reds Diamonds       |
| 16 | HV | Endo Yu          | 29 tháng 10, 1997 (16 tuổi) |      |     | Urawa Reds Diamonds       |
| 17 | HV | Minami Moeka     | 7 tháng 12, 1998 (15 tuổi)  |      |     | Urawa Reds Diamonds       |
| 18 | TV | Sato Mizuka      | 19 tháng 9, 1998 (15 tuổi)  |      |     | JEF United Ichihara Chiba |
| 19 | TV | Hiratsuka Maki   | 11 tháng 8, 1998 (15 tuổi)  |      |     | Seinan FC                 |
| 20 | TĐ | Saihara Mizuki   | 2 tháng 12, 1997 (16 tuổi)  |      |     | Angeviolet Hiroshima      |
| 21 | TM | Morita Yukari    | 5 tháng 2, 1997 (17 tuổi)   |      |     | Osaka Toin                |

## Bảng D

### México
Huấn luyện viên: Leonardo Cuéllar

| Số | VT | Cầu thủ              | Ngày sinh (tuổi)            | Trận | Bàn | Câu lạc bộ                |
| -- | -- | -------------------- | --------------------------- | ---- | --- | ------------------------- |
| 1  | TM | Emily Alvarado       | 9 tháng 6, 1998 (15 tuổi)   |      |     | Texas Rush                |
| 2  | HV | Miriam Garcia        | 14 tháng 2, 1998 (16 tuổi)  |      |     | Jalisco                   |
| 3  | HV | Vanessa Flores       | 26 tháng 5, 1997 (16 tuổi)  |      |     | Albion Hurricanes FC      |
| 4  | HV | Rebeca Bernal        | 31 tháng 8, 1997 (16 tuổi)  |      |     | ITESM Monterrey           |
| 5  | HV | Kimberly Rodriguez   | 26 tháng 3, 1999 (14 tuổi)  |      |     | Texas Rush                |
| 6  | TV | Eva Gonzalez         | 22 tháng 4, 1997 (16 tuổi)  |      |     | Dallas Texans             |
| 7  | TV | Janae Gonzalez       | 3 tháng 3, 1997 (17 tuổi)   |      |     | Southern California Blues |
| 8  | TV | Cinthia Huerta       | 29 tháng 4, 1998 (15 tuổi)  |      |     | Macrosoccer Femenil AC    |
| 9  | TĐ | Aylin Villalobos     | 2 tháng 10, 1997 (16 tuổi)  |      |     | El Pasco Galacticas FC    |
| 10 | TV | Belen Cruz           | 7 tháng 11, 1998 (15 tuổi)  |      |     | Tigres de Acapulco        |
| 11 | TĐ | Jacqueline Crowther  | 10 tháng 8, 1997 (16 tuổi)  |      |     | Legends FC                |
| 12 | TM | Miriam Aguirre       | 29 tháng 1, 1999 (15 tuổi)  |      |     | Macrosoccer Femenil AC    |
| 13 | HV | Monica Rodriguez     | 3 tháng 8, 1998 (15 tuổi)   |      |     | Galeana Morelos           |
| 14 | HV | Arlett Tovar         | 9 tháng 5, 1997 (16 tuổi)   |      |     | CD Chivas del Guadalajara |
| 15 | HV | Gabriela Martinez    | 25 tháng 3, 1997 (16 tuổi)  |      |     | Escuela Americana Tampico |
| 16 | TV | Rubi Villegas        | 28 tháng 8, 1997 (16 tuổi)  |      |     | ITESM Puebla              |
| 17 | TV | Natalia Villareal    | 19 tháng 3, 1998 (15 tuổi)  |      |     | Nuevo León                |
| 18 | TV | Montserrat Hernandez | 26 tháng 6, 1999 (14 tuổi)  |      |     | CSD Atlas                 |
| 19 | TĐ | Jaquelin Garcia      | 23 tháng 12, 1997 (16 tuổi) |      |     | Lagartos FC               |
| 20 | TM | Renata Masciarelli   | 23 tháng 1, 1997 (17 tuổi)  |      |     | CD Chivas del Guadalajara |
| 21 | TĐ | Viridiana Salazar    | 2 tháng 1, 1998 (16 tuổi)   |      |     | Quintana Roo              |

### Trung Quốc
Huấn luyện viên: Cao Hồng

| Số | VT | Cầu thủ          | Ngày sinh (tuổi)            | Trận | Bàn | Câu lạc bộ           |
| -- | -- | ---------------- | --------------------------- | ---- | --- | -------------------- |
| 1  | TM | Phan Tinh Oánh   | 7 tháng 8, 1998 (15 tuổi)   |      |     | Giang Tô Thuấn Thiên |
| 2  | HV | Vương Oánh       | 18 tháng 11, 1997 (16 tuổi) |      |     | Hà Nam Kiến Nghiệp   |
| 3  | TV | Vạn Như Ý        | 30 tháng 9, 1997 (16 tuổi)  |      |     | Giang Tô Thuấn Thiên |
| 4  | TV | Lưu Mộng Tuyết   | 9 tháng 10, 1997 (16 tuổi)  |      |     | Giang Tô Thuấn Thiên |
| 5  | TĐ | Triệu Vũ Hân     | 29 tháng 4, 1998 (15 tuổi)  |      |     | Thiểm Tây Quốc Lực   |
| 6  | HV | Hồ Viễn Hân      | 2 tháng 1, 1997 (17 tuổi)   |      |     | Hồ Bắc               |
| 7  | TV | Từ Giai Mộng     | 19 tháng 6, 1998 (15 tuổi)  |      |     | Giang Tô Thuấn Thiên |
| 8  | TV | Lưu Tĩnh         | 28 tháng 4, 1998 (15 tuổi)  |      |     | Thiểm Tây Quốc Lực   |
| 9  | TV | Lưu Ngạn         | 19 tháng 1, 1997 (17 tuổi)  |      |     | Thượng Hải Thân Hoa  |
| 10 | TĐ | Ngũ Duyệt        | 12 tháng 7, 1997 (16 tuổi)  |      |     | An Huy Cửu Phương    |
| 11 | TV | Tiêu Tĩnh Phương | 11 tháng 8, 1997 (16 tuổi)  |      |     | Hồ Bắc               |
| 12 | TĐ | Diêu Vĩ          | 1 tháng 9, 1997 (16 tuổi)   |      |     | Hồ Bắc               |
| 13 | HV | Phạm Vũ Thu      | 2 tháng 10, 1997 (16 tuổi)  |      |     | Giang Tây Liên Thành |
| 14 | TV | Thang Huy        | 24 tháng 2, 1998 (16 tuổi)  |      |     | Hàng Châu Lục Thành  |
| 15 | HV | Trần Ngọc Đan    | 5 tháng 10, 1997 (16 tuổi)  |      |     | Quảng Đông           |
| 16 | TV | Vương Tuyết Đình | 24 tháng 1, 1997 (17 tuổi)  |      |     | Hà Nam Kiến Nghiệp   |
| 17 | HV | Thôi Vũ Hàm      | 13 tháng 10, 1997 (16 tuổi) |      |     | Giang Tô Thuấn Thiên |
| 18 | TM | Bành Thi Mộng    | 12 tháng 5, 1998 (15 tuổi)  |      |     | Giang Tô Thuấn Thiên |
| 19 | TV | Tần Mạn Mạn      | 11 tháng 3, 1997 (17 tuổi)  |      |     | Hồ Bắc               |
| 20 | HV | Đại Trần Dĩnh    | 15 tháng 2, 1997 (17 tuổi)  |      |     | Hồ Bắc               |
| 21 | TM | Mã Lệ            | 16 tháng 9, 1997 (16 tuổi)  |      |     | Hà Nam Kiến Nghiệp   |

### Colombia
Huấn luyện viên: Fabian Taborda

| Số | VT | Cầu thủ            | Ngày sinh (tuổi)            | Trận | Bàn | Câu lạc bộ                  |
| -- | -- | ------------------ | --------------------------- | ---- | --- | --------------------------- |
| 1  | TM | Mónica Flórez      | 17 tháng 11, 1997 (16 tuổi) |      |     | Club Gol Star               |
| 2  | HV | Mayra Valencia     | 18 tháng 9, 1997 (16 tuổi)  |      |     | Escuela Iván Darío Restrepo |
| 3  | HV | Andrea Malagon     | 13 tháng 6, 1997 (16 tuổi)  |      |     | LF Meta                     |
| 4  | HV | Ailyn Quiñones     | 10 tháng 5, 1997 (16 tuổi)  |      |     | CD Generaciones Palmiranas  |
| 5  | HV | Sara Paez          | 10 tháng 6, 1998 (15 tuổi)  |      |     | Club Real Pasión            |
| 6  | HV | Nancy Acosta       | 11 tháng 12, 1998 (15 tuổi) |      |     | Club Futuro Soccer          |
| 7  | TV | Maria Hurtado      | 1 tháng 1, 1997 (17 tuổi)   |      |     | Club Molino Viejo           |
| 8  | TV | Myriam Alonso      | 16 tháng 5, 1997 (16 tuổi)  |      |     | Club Besser                 |
| 9  | TĐ | Valentina Restrepo | 30 tháng 8, 1997 (16 tuổi)  |      |     | CD Formas Íntimas           |
| 10 | TV | Angie Ortiz        | 18 tháng 7, 1997 (16 tuổi)  |      |     | LF Tolima                   |
| 11 | TĐ | Leidy Aspirilla    | 18 tháng 4, 1997 (16 tuổi)  |      |     | CD Generaciones Palmiranas  |
| 12 | TM | Camila Arias       | 21 tháng 9, 1998 (15 tuổi)  |      |     | LF Tolima                   |
| 13 | TĐ | Valentina Carvajal | 21 tháng 2, 1997 (17 tuổi)  |      |     | CD Carlos Sarmiento Lora    |
| 14 | HV | Sara Pulecio       | 27 tháng 9, 1998 (15 tuổi)  |      |     | Club Gol Star               |
| 15 | TV | Aura Hoyos         | 16 tháng 4, 1998 (15 tuổi)  |      |     | CD Formas Íntimas           |
| 16 | TV | Natalia Carabali   | 16 tháng 4, 1997 (16 tuổi)  |      |     | Club Toritos                |
| 17 | TV | Andrea Rodriguez   | 6 tháng 7, 1997 (16 tuổi)   |      |     | Club AFFYR                  |
| 18 | TĐ | Angie Castañeda    | 4 tháng 2, 1998 (16 tuổi)   |      |     | Club Boca Xeneises          |
| 19 | TV | Angie Rodriguez    | 1 tháng 1, 1997 (17 tuổi)   |      |     | Club Cota                   |
| 20 | TV | Natalia Acuña      | 26 tháng 9, 1998 (15 tuổi)  |      |     | Club Futuro Soccer          |
| 21 | TM | Sthefany Perlaza   | 1 tháng 2, 1997 (17 tuổi)   |      |     | CD Generaciones Palmiranas  |

### Nigeria
Huấn luyện viên: Nikyu Bala

| Số | VT | Cầu thủ             | Ngày sinh (tuổi)            | Trận | Bàn | Câu lạc bộ         |
| -- | -- | ------------------- | --------------------------- | ---- | --- | ------------------ |
| 1  | TM | Mercy Vincent       | 19 tháng 5, 1998 (15 tuổi)  |      |     | Kogi Confluence FC |
| 2  | HV | Mary Ologbosere     | 18 tháng 5, 1999 (14 tuổi)  |      |     | Ibom Angels FC     |
| 3  | HV | Patience Dike       | 11 tháng 10, 1999 (14 tuổi) |      |     | COD United FC      |
| 4  | TV | Ihuoma Onyebuchi    | 10 tháng 12, 1997 (16 tuổi) |      |     | Rivers Angels F.C. |
| 5  | HV | Ugochi Emenayo      | 20 tháng 12, 1997 (16 tuổi) |      |     | Nasarawa Amazons   |
| 6  | HV | Esther Elijah       | 6 tháng 2, 1998 (16 tuổi)   |      |     | Osun Babes FC      |
| 7  | TĐ | Vivian Ikechukwu    | 10 tháng 7, 1997 (16 tuổi)  |      |     | Real Dinamo FC     |
| 8  | TV | Joy Bokiri          | 29 tháng 12, 1999 (14 tuổi) |      |     | Bayelsa Queens     |
| 9  | TV | Aminat Yakubu       | 25 tháng 12, 1997 (16 tuổi) |      |     | Rivers Angels F.C. |
| 10 | TV | Tessy Biahwo        | 15 tháng 11, 1997 (16 tuổi) |      |     | Delta Queens F.C.  |
| 11 | HV | Faith Alex          | 14 tháng 2, 1999 (15 tuổi)  |      |     | Pelican Stars FC   |
| 12 | HV | Joy Duru            | 23 tháng 12, 1999 (14 tuổi) |      |     | Nasarawa Amazons   |
| 13 | HV | Ayomide Anibaba     | 30 tháng 12, 1997 (16 tuổi) |      |     | FC Robo            |
| 14 | TĐ | Rasheedat Ajibade   | 8 tháng 12, 1999 (14 tuổi)  |      |     | FC Robo            |
| 15 | TĐ | Uchenna Kanu        | 20 tháng 6, 1997 (16 tuổi)  |      |     | Pelican Stars FC   |
| 16 | TM | Fubiana Briggs      | 23 tháng 12, 1999 (14 tuổi) |      |     | Pelican Stars FC   |
| 17 | HV | Augustar Mene       | 30 tháng 12, 1997 (16 tuổi) |      |     | Nasarawa Amazons   |
| 18 | TĐ | Cynthia Aku         | 31 tháng 12, 1999 (14 tuổi) |      |     | Rivers Angels F.C. |
| 19 | TĐ | Chinwendu Ihezuo    | 30 tháng 4, 1997 (16 tuổi)  |      |     | Pelican Stars FC   |
| 20 | TV | Eluemunor Ijeh      | 29 tháng 11, 1997 (16 tuổi) |      |     | Delta Queens F.C.  |
| 21 | TM | Onyinyechukwu Okeke | 17 tháng 8, 1998 (15 tuổi)  |      |     | Inneh Queens FC    |